# Bushel

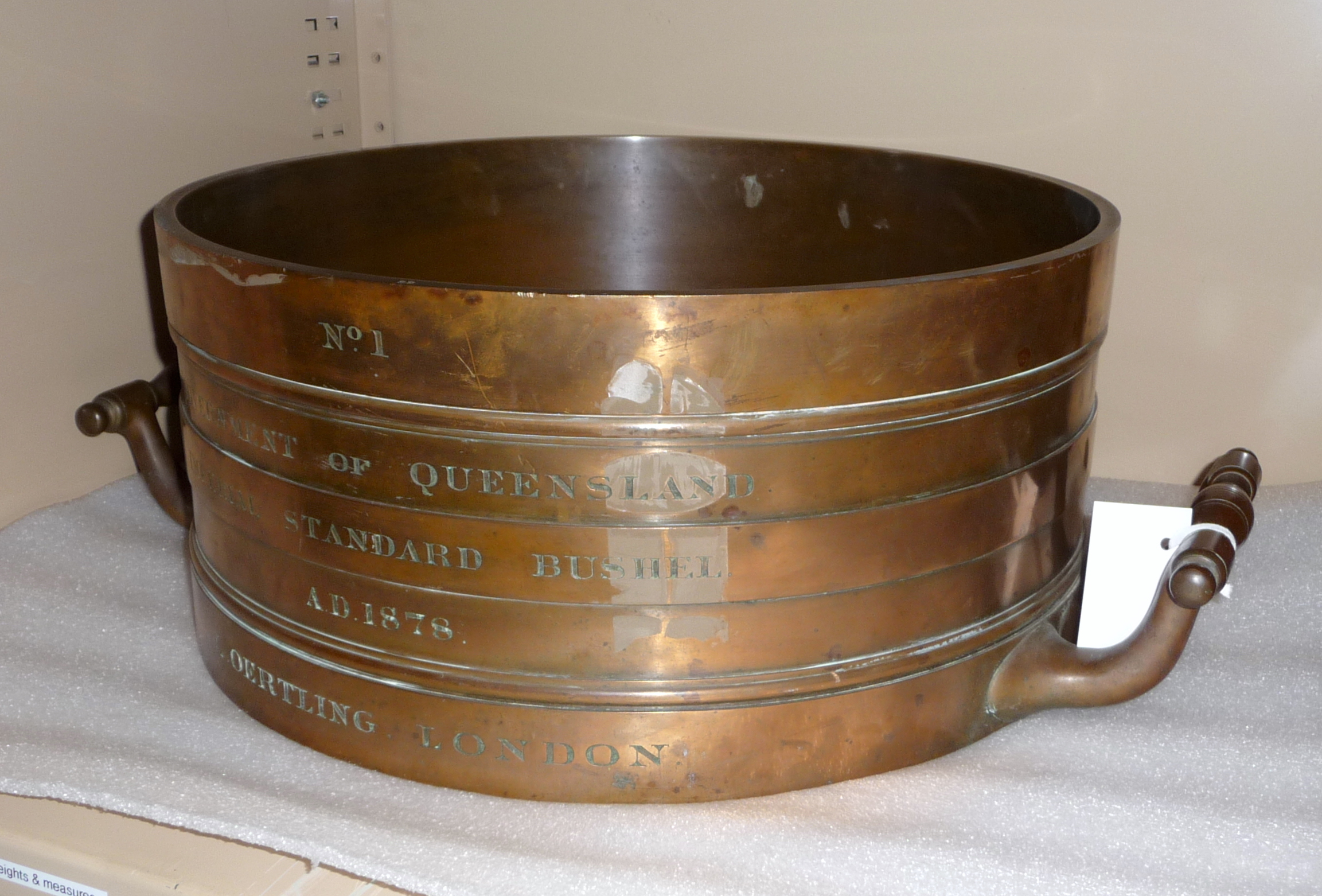
Um bushel de 1875.

O bushel (abreviadamente bsh. ou bu.) é uma  unidade de medida de capacidade  para mercadorias sólidas e secas (especialmente grãos e farinhas) utilizada nos países anglo-saxões.

## Etimologia
A palavra deriva do inglês médio (século XIV) buschel ou busschel (caixa).

## Unidade de massa

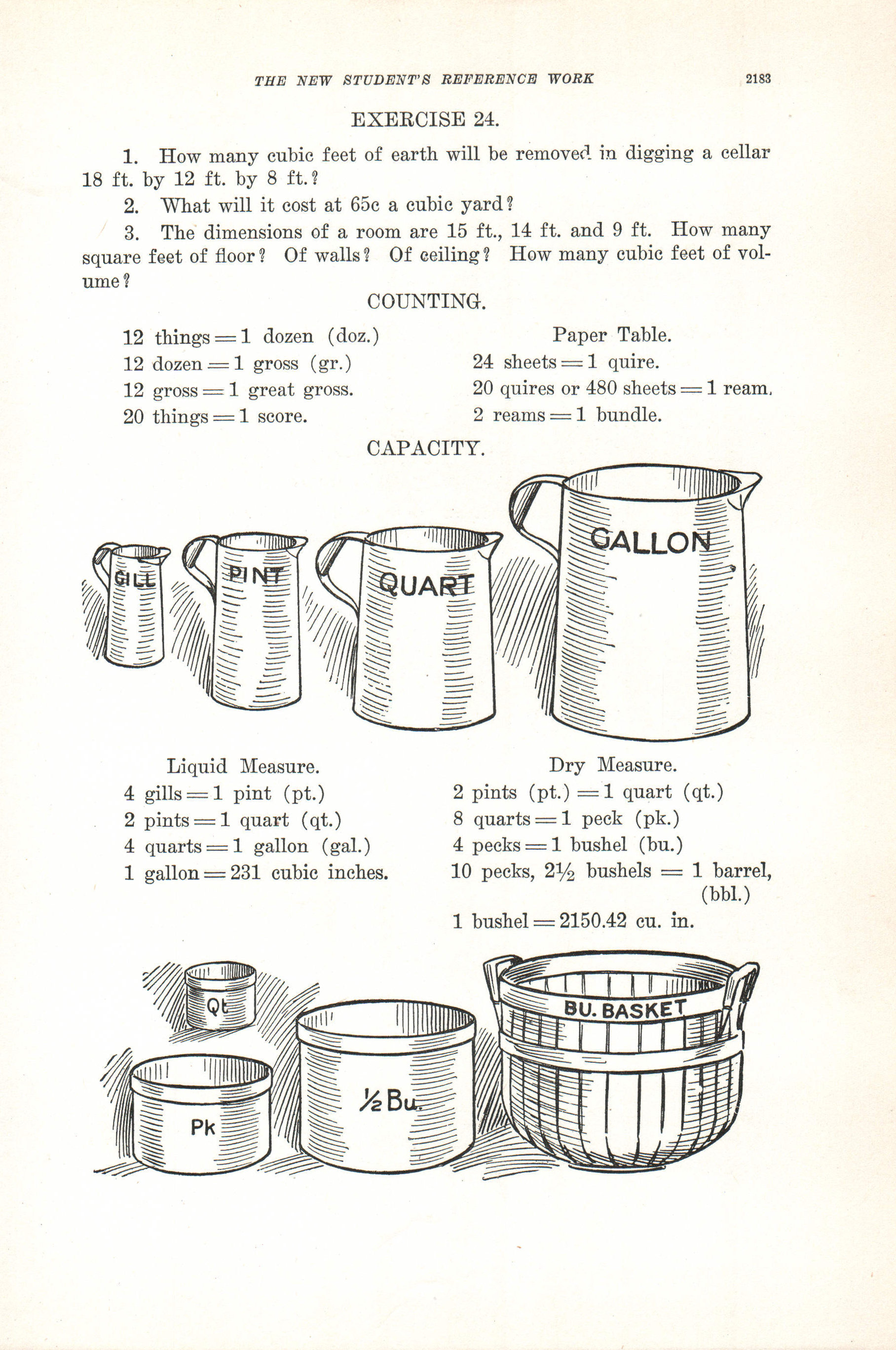
O bushel está representado pelo cesto no canto inferior direito.

O bushel é   utilizado principalmente como unidade de massa ou peso, embora possa também ser usado como unidade de volume. Para estimar o número de bushels de determinado cereal contido em uma dada estrutura de armazenamento ou num veículo, há dois métodos diferentes, sendo que um deles tem como base o volume de um grão (padrão), e o outro considera o peso (padrão) do grão do referido cereal.  Assim, atribuído um peso (ou volume) teórico a cada grão de cada cereal,  calcula-se o peso (ou volume) do bushel para esse tipo de cereal. Alguns dos bushels mais usados são os seguintes:
- Aveia:
  - Estados Unidos: 32 lb = 14,51495584 kg
  - Canadá: 34 lb = 15,42214058 kg
- Cevada: 48 lb = 21,77243376 kg
- Malte: 34 lb = 15,42214058 kg
- Milho: 56 lb = 25,40117272 kg
- Trigo  e soja: 60 lb = 27,2155422 kg

## Nos países anglo-saxões
Na Grã-Bretanha um bushel tem 4 pecks ou 32 quarts, e equivale a 1,03205 do bushel dos Estados Unidos, que por sua vez equivale a 35,238 litros.
- 1 bushel = 1 fanega
- 1 tonelada = 36,741 bushel (trigo  e soja)
- 1 tonelada = 39,370 bushel (milho)
- 1 bushel (trigo e soja) = 27,2183 kg
- 1 bushel (milho) = 25,40 kg
- 1 bushel EUA = 8 galões EUA = 35,2391 L
- 1 bushel RU = 8 galões = 36,3687 L